# شهرستان اوستروف ویلکوپولسکی
شهرستان اوستروف ویلکوپولسکی (به لهستانی: Powiat Ostrów Wielkopolski) یک شهرستان در لهستان است که در استان لهستان بزرگ‌تر واقع شده‌است. شهرستان اوستروف ویلکوپولسکی ۱٬۱۶۰٫۶۵ کیلومتر مربع مساحت و ۱۵۸٬۴۰۷ نفر جمعیت دارد.